# NGC 1397
NGC 1397 is een balkspiraalstelsel in het sterrenbeeld Eridanus. Het hemelobject werd op 3- september 1786 ontdekt door de Duits-Britse astronoom William Herschel.

## Synoniemen
- PGC 13485
- MCG -1-10-17